# Livada, Arad
Livada là một xã thuộc hạt Arad, România. Dân số thời điểm năm 2002 là 2888 người.